# Petronella van Thouars
Petronella van Thouars (circa 1330 - Puybéliard, 30 oktober 1397) was van 1365 tot 1378 mede-gravin van Dreux en van 1370 tot aan haar dood burggravin van Thouars. Ze behoorde tot het huis Thouars.

## Levensloop
Petronella was de oudste dochter van burggraaf Lodewijk I van Thouars uit diens huwelijk met gravin Johanna II van Dreux.
Na de dood van haar broer Simon in 1365 werd Petronella samen met haar zussen Margaretha en Isabella gravin van Dreux. Na de dood van haar vader in 1370 werd ze als oudste dochter eveneens burggravin van Thouars. In 1378 verkochten Petronella en haar zussen het graafschap Dreux aan koning Karel V van Frankrijk. In ruil daarvoor kreeg ze het kasteel van Benon en de omliggende gebieden toegewezen. Ook deed ze verschillende donaties aan kerken en stichtte ze samen met haar tweede echtgenoot het Jakobijnenklooster van Thouars.
Petronella was tweemaal gehuwd: eerst huwde ze in 1345 met heer Amalrik IV van Craon (1326-1373) en daarna in 1376 met Tristan Rouault de Boisménard, heer van Île de Ré. Beide huwelijken bleven kinderloos.
Ze overleed in oktober 1397, als laatste lid van de hoofdtak van het huis Thouars, die vijf eeuwen lang over het burggraafschap Thouars had geregeerd. Petronella werd als burggravin van Thouars opgevolgd door haar neef Peter II van Amboise, de zoon van haar zus Isabella.